# Distrito de Paucarpata
El distrito de Paucarpata es uno de los veintinueve que conforman la provincia de Arequipa en el departamento de Arequipa en el Sur del Perú. Su nombre deriva del quechua paucar, que significa florido y de pata, anden, resultando como  andenes floridos.  Limita por el norte con el distrito de Mariano Melgar; por el este con el distrito de Chiguata; por el sur con el distrito de Sabandía y por el oeste con el distrito de José Luis Bustamante y Rivero.

## Historia
San Juan de la Frontera o Villa de Santa Cruz de Paucarpata, fue fundada por el Capitán español  Juan Maldonado de Buendía, que fuera  alcalde de Lima, el 26 de julio de 1572.
Simón Bolívar, el 7 de agosto de 1825 ,en la ciudad de Puno, expidió el decreto administrativo dictatorial que le otorgó al igual que a otros muchos distritos en el ámbito nacional la categoría de Distrito.
La Municipalidad fue reconocida por Ley el 2 de enero de 1858.

## Toponimia
Paucarpata es una palabra compuesta de dos voces "Paucar" y "Pata", la palabra "Paucar" raíz prefija de origen precolombino procede del idioma quechua y significa: floridos, matiz, plumaje diversos colores y el vocablo "Pata", raíz sufija de origen preinca proviene del aimara y significa andén, camino, Las voces Paucar y Pata unidos, han formado el vocablo compuesto de Paucarpata, que significa: "andén florido".

## Geografía
El distrito es cruzado por tres torrenteras y el río Andamayo. Está ubicado a una distancia de 7,5 km de la ciudad de Arequipa a 2 487 m s. n. m. entre los 16°25'46" de latitud sur y 71°30'08" de latitud oeste.
Tiene una superficie de 41.34 km²
El distrito pertenece a la región Yunga marítima, presentado dos zonas diferenciadas (sobre la base de la clasificación de Javier Pulgar Vidal):
- Zona Alta, bastante accidentada y formada esencialmente por cerros con taludes que presentan hasta un 60% de pendiente
- Zona Baja, presenta morfología más suave y llana que fluctúa entre un 4,5% hasta un 7% de pendiente la cual en ambas zonas en general está orientada de este a oeste, con la presencia de algunos cerros utilizados por agricultores con andenería.
- En su Av. los Alpes posee varios parques y sitios deportivos.

## Clima
Es casi el mismo imperante en la capital del distrito con ligeras variantes entre el templado y frío en la altura, las áreas verdes le dan una característica de microclima con ambientes frescos, en las noches el cambio de temperatura es brusco y descendiente en mayor forma en las zonas altas:
- Temperatura anual: 13,1 °C, mínima (invierno): 2,4 °C y máxima (verano): 23,4 °C
- Precipitaciones: se registran generalmente en la época de verano con intensidad variada.
- Humedad: la falta de humedad en el ambiente acrecienta el calor y el asolamiento, dicho fenómeno es producto de la carencia de vegetación como elemento regulador.
- Vientos: se desplazan en sentido noreste en el día, a una velocidad de 13 km/h y con el sentido inverso en el transcurrir de la noche.

### Población
De 120 446 habitantes (fuente)

## Transporte
Las rutas de transporte masivo de pasajeros que circularán en el distrito de Paucarpata son las siguientes:
| FASE OPERATIVA | FASE OPERATIVA    | FASE OPERATIVA | FASE OPERATIVA                        | FASE OPERATIVA                                     |
| Cuenca         | Concesionario     | Ruta *         | Ruta *                                | Ruta *                                             |
| Cuenca         | Concesionario     | Código         | Desde                                 | Hasta                                              |
| -------------- | ----------------- | -------------- | ------------------------------------- | -------------------------------------------------- |
| C - 6          | Unión Grau S.A.C. | T3             | San Bernardo de Chiguata (Paucarpata) | Terminal Terrestre (J.L.B.Y.R. / Hunter / Cercado) |
| C - 6          | Unión Grau S.A.C. | T4             | San Bernardo de Chiguata (Paucarpata) | El Palomar (Cercado)                               |
| C - 6          | Unión Grau S.A.C. | T5             | Posada de Cristo (Paucarpata)         | El Palomar (Cercado)                               |
| C - 6          | Unión Grau S.A.C. | T11            | San Bernardo de Chiguata (Paucarpata) | 28 de Julio (Cercado)                              |
| C - 6          | Unión Grau S.A.C. | T32            | Miguel Grau (Paucarpata)              | Juventud Ferroviaria (Cercado)                     |
| C - 6          | Unión Grau S.A.C. | T33            | San Bernardo de Chiguata (Paucarpata) | Terminal Terrestre (J.L.B.Y.R. / Hunter / Cercado) |
| C - 7          | AQP Masivo S.A.C. | A7             | Los Portales (Paucarpata)             | Cementerio La Apacheta (J.L.B.Y.R.)                |
| C - 7          | AQP Masivo S.A.C. | A10            | Villa Santa Rosa (Paucarpata)         | Terminal Terrestre (J.L.B.Y.R. / Hunter / Cercado) |
| C - 7          | AQP Masivo S.A.C. | T6             | Cerrito Huacsapata (Paucarpata)       | Seguro Social (Cercado)                            |
| C - 7          | AQP Masivo S.A.C. | T9             | Alto Jesús (Paucarpata)               | Seguro Social (Cercado)                            |
| C - 7          | AQP Masivo S.A.C. | T12            | Cahuaya Rosaspata (Paucarpata)        | Terminal Terrestre (J.L.B.Y.R. / Hunter / Cercado) |
| C - 7          | AQP Masivo S.A.C. | T37            | Ciudad Blanca (Paucarpata)            | Terminal Terrestre (J.L.B.Y.R. / Hunter / Cercado) |

* Las rutas operan en ambos sentidos.
IMPORTANTE:
- La Municipalidad Provincial de Arequipa (MPA), a través del SITransporte podrá crear rutas o extender recorridos de las rutas ya establecidas para la cobertura total del distrito.
- La tarifa del pasaje se pagará solo una vez, tendrá una duración de 59 minutos y se podrá realizar tres viajes como máximo.

## Deportes
El Distrito cuenta con el Estadio "Máximo Carrasco" como sede principal, donde se disputa la Liga Distrital de Fútbol de Paucarpata. El nombre va dedicado a aquel entrenador que sacó campeón en 1981 al FBC Melgar.
Entre los equipos más populares, están: el "Juventud Pionera", el "Defensor Israel".

## Autoridades

### Municipales
- 2019 - 2022[4]
  - Alcalde: José Antonio Supo Condori, de Alianza para el Progreso.
  - Regidores:

  1. Eleuterio Juan Vargas Saravia (Alianza para el Progreso)
  2. Juan Edwin Chata Díaz (Alianza para el Progreso)
  3. Jhandy Magdiel López Sencia (Alianza para el Progreso)
  4. Mildred Erika Velázquez Ticona (Alianza para el Progreso)
  5. Aldo Bladimir Aguilar Taipe (Alianza para el Progreso)
  6. Joseff Peter Camero Vilca (Alianza para el Progreso)
  7. Luis Isaías Cuba Suárez (Alianza para el Progreso)
  8. Hilarión Cavero Astete (Juntos por el Desarrollo de Arequipa)
  9. Bartola Gómez Chávez (Juntos por el Desarrollo de Arequipa)

no

  10. Walter Isidoro Vera Delgado (Arequipa Renace)
  11. Herbert Apady Tapia Noa (Todos por el Perú)

Alcaldes anteriores
- 2015-2018: Luis Fernando Cornejo Nova, del Movimiento Regional Arequipa Avancemos.

### Policiales
- Comisaría "Juan Dios Colca Apaza".
- Comisaría de "Israel".
- Comisaría de "Ciudad Blanca".
- Comisaría de "Jesús - María".
- Comisaría de "Miguel Grau".
- Comisaría de "Campo Marte".

## Festividades
- Semana Santa.
- Señor de la Amargura.
- Todos los Santos.